# Онлайн чекиране
Онлайн чекирането (на английски: online check-in) е процедура, при която пътници потвърждават присъствието си на самолетен полет посредством интернет и обичайно получават електронни копия на бордните си карти, които могат самостоятелно да разпечатат. В зависимост от авиопревозвача и конкретния полет, пътниците могат да отбележат при чекирането си опции свързани с хранителните си предпочитания, количеството превозван багаж, и могат да изберат предпочитано място в самолета.
Услугата онлайн чекиране се препоръчва от авиокомпаниите на пътниците, като по-бърза и лесна, тъй като с нея се съкращава времето, което пътникът обикновено прекарва на гишето за физическо чекиране на летището. Някои превозвачи обаче предпочитат пътниците им да се чекират на гише на летището, с цел удостоверяване на документите за самоличност (например при пътуване до държава, която изисква входна виза) или с цел осигуряване, че използваната при закупуване на билета кредитна карта е автентична и/или отговаря на самоличността на лицето, извършило покупката. За пътници, които трябва да извършат процедура по физическо чекиране на летището, след като са си направили онлайн чекиране, обичайно се отваря специално гише, за да се спести чакането им, освен ако всички гишета не са определени за предаване на карго багаж. В допълнение, онлайн чекирането намалява заетостта на летището, което освен че намалява времето за чакане на пътниците, спестява пари на авиокомпанията.
Разпространието на практиката за онлайн чекиране води до това все повече гишетата на летището да служат само за места за оставяне на карго багажа (baggage drop-off)
Обичайно, уеб-базираното чекиране за самолетни полети се предлага на сайта на авиопревозвача не по-рано от 24 часа преди планираното начало на полета. Някои авиокомпании отварят възможността за чекиране онлайн и по-рано, например Ryanair – 15 дни по-рано, AirAsia – 14 дни по-рано и easyJet, която отваря възможността още при издаване на билета. Някои авиокомпании дават определени бонуси при ранно онлайн чекиране, понеже това им позволява да планират местата в полетите си по-добре, докато други изискват такса за привилегията да се направи ранно чекиране преди 24-часовия прозорец преди полета, тъй като печелят от търсенето от страна на пътниците на предпочитани места за сядане в началото на самолета или на редицата до аварийните изходи.
|  | Тази страница частично или изцяло представлява превод на страницата Airport check-in в Уикипедия на английски. Оригиналният текст, както и този превод, са защитени от Лиценза „Криейтив Комънс – Признание – Споделяне на споделеното“, а за съдържание, създадено преди юни 2009 година – от Лиценза за свободна документация на ГНУ. Прегледайте историята на редакциите на оригиналната страница, както и на преводната страница, за да видите списъка на съавторите. ВАЖНО: Този шаблон се отнася единствено до авторските права върху съдържанието на статията. Добавянето му не отменя изискването да се посочват конкретни източници на твърденията, които да бъдат благонадеждни. |